# Haplochernes boninensis
Haplochernes boninensis är en spindeldjursart som beskrevs av Beier 1957. Haplochernes boninensis ingår i släktet Haplochernes och familjen blindklokrypare. Inga underarter finns listade i Catalogue of Life.